# Robert II., kralj Škotske
Robert II. (Paisley, 2. ožujka 1316. – Dundonald, 19. travnja 1390.), prvi škotski kralj iz dinastije Stuarta. Vladao je od 1371. do svoje smrti, 1390. godine. Naslijedio je svog ujca, kralja Davida II., koji nije ostavio potomstvo. Čast i dužnost prijestolonasljednika obnašao je više od pedeset godina, tako da je već bio star kada je preuzeo krunu, zbog čega je 1384. godine prepustio vladanje svojim sinovima i imao malo utjecaja na političke i vojne poslove.
Do dolaska na prijestolje, imao je dužnost velikog namjesnika, naslova i službe koja je bila generacijama nasljedna u njegovoj obitelji.

## Životopis
Rođen je u prvom braku svoga oca, Waltera Stewarta († 1327.), velikog namjesnika Škotske i majke Marije Bruce († 1316.), kćeri škotskog kralja Roberta I. Brucea († 1329.). Od 1318. bio je prijestolonasljednik svoga djeda po majci. Međutim, 1324. godine rodio se Robertu I. sin David, zbog čega je Robert izgubio položaj prijestolonasljednika.
Godine 1327. umro mu je otac Walter Stewart, od koga je naslijedio naslov velikog namjesnika Škotske, kao sedmi nositelj titule u obitelji, a uskoro ga je škotski parlament proglasio prijestolonasljednikom kralja Davida II. Upravljao je Škotskom kao regent u razdoblju 1334. – 1335., 1338. – 1341. i 1346. – 1357., za vrijeme progonstva i zarobljeništva kralja Davida II.
Nakon što je kralj David II. pušten iz engleskog zarobljeništva, uz obavezu plaćanja otkupnine i obećanja da će nasljednikom škotske krune postati sin engleskog kralja Eduarda III. (1327. – 1377.), Robert je 1362. godine podigao pobunu protiv kralja, koja je završila neuspjehom. Ipak, uspio je obraniti svoje pravo na položaj prijestolonasljednka te je nakon Davidove smrti 1371. godine, postao novi škotski kralj. Po preuzimanju prijestolja, uglavnom je prepustio upravu zemljom svom najstarijem sinu Johnu Stewartu, a od 1388. godine, sinu Robertu Stewartu, zbog čega se nije angažirao ni u ratu protiv Engleske (1378. – 1388.).
Umro je 1390. godine i naslijedio ga je najstariji živući sin, John pd imenom Robert III.'

## Obitelj i brak
Ženio se dvaput, prvi put oko 1348. godine s dotadašnjim ljubavnicom Elizabetom Mure, s kojom je imao četiri sina i petero kćeri. Budući da je rođenje njihove djece legitimizirano brakom tek nakon njihova rođenja, bilo je zakonski upitno imaju li njegova djeca iz prvog braka bezuvjetno pravo na nasljeđivanje prijestolja.
Godine 1355. oženio se s Eufemijom od Rossa s kojom je imao dvojicu sinova i dvije kćeri. Djeca iz njegovog drugog braka imala su neosporno pravo na nasljeđivanje prijestolja, zbog čega je nastao prijestolonasljedni sukob između njegovih sinova iz dva braka. Zbog tog sukoba je njegov sin iz drugog braka, Walter, grof Atholla dao ubiti Robertovog unuka iz prvog braka, kasnijeg škotskog kralja Jakova I.